# جورج مكوشيكا
جورج مكوشيكا (من مواليد 6 أكتوبر 1948) هو سياسي تنزاني من حزب الثورة، وعضو في البرلمان عن دائرة نيوالا الانتخابية. وهو وزير الدولة الحالي في مكتب الرئيس للحكم الرشيد.